# Raoul Pictet
Raoul Pictet, född 4 april 1846 i Genève, död 27 juli 1929 i Paris, var en schweizisk fysiker.
Pictet är känd genom sin upptäckt 1877 att kondensera syre, väte och kväve. Han uppfann även en kylmaskin och studerade olika kroppars egenskaper vid låga temperaturer. För att kunna tillgodogöra sig resultaten av sin forskning flyttade han 1886 till Berlin, där han stiftade ett bolag för kemisk fabrikation.
Michael Faraday hade visat att flertalet gaser gick att kondensera – men några gaser återstod, däribland syre, väte och kväve, som därför betecknades som permanenta eller inkoercibla. Thomas Andrews studier av kolsyra 1869 visade att kondensering krävde att temperaturen ej översteg ett visst maximivärde, vilket indikerade orsaken till svårigheterna att kondensera övriga gaser. År 1877 lyckades Pictet – och samtidigt även Louis Paul Cailletet – att få fram syre i flytande form. Pictet och Cailletet tilldelades Davymedaljen 1878.
Anordningen vid Pictets försök var i huvudsak följande: Syret, som bildades på vanligt sätt genom upphettning av kaliumklorat, komprimerades i ett rör, som stod i förbindelse med utvecklingskärlet, till ett tryck av 470 atmosfärer. Röret var omgivet av flytande kolsyra, som hölls i stark avdunstning genom en sugpump. Härigenom skapades en temperatur av -130° C. Genom att öppna en kran kunde den kondenserade gasen släppas ut och visade sig som en vit vätskestråle.
Pictets vätska är en flytande blandning av 64 viktsdelar svaveldioxid med 44 viktsdelar kolsyra, vilken användes som kylmedel av Pictet vid en del av hans försök med gasers kondensation.